# Stefán Karl Stefánsson
Stefán Karl Stefánsson (n. 10 iulie 1975, Hafnarfjörður, Capital Region⁠(d), Islanda – d. 21 august 2018, Los Angeles, California, SUA) a fost un actor și cântăreț islandez, cel mai bine cunoscut pentru rolul „Robbie Putrezitul” (Robbie Rotten) din serialul pentru copii, Orășelul leneș (LazyTown).

## Cariera
Cariera lui Stefánsson a început în anul 1994. La vârsta de 19 ani, a lucrat ca păpușar pentru televiziune. În timpul anilor în calitate de păpușar, a studiat și la Academia de Dramă din Islanda. Cu toate acestea, el a fost nemulțumit de perspectivele standardelor dramatice ale Islandei. El își amintește că directorul său de la liceul său a spus că "nu este vorba de a face fețe și de a-ți schimba fața", cu care nu era de acord.
Mai târziu, Stefánsson a fost invitat de către Magnús Scheving, un gimnast islandez, să prezinte una dintre personajele din cea de-a doua piesă LazyTown (Orășelul Leneș). Scheving a creat piesele din cauza îngrijorărilor sale cu privire la generația mai tânără din Islanda, care nu dispune de exerciții fizice suficiente. Stefánsson a explicat că: "Scheving dorea ca copiii să devină mai sănătoși, așa că a creat acest muzical numit LazyTown. A jucat într-un rol fiind Sportacus, fanatismul de fitness, iar eu eram Robbie Putrezitul, tipul căruia îi plăcea să rămână în interior și să doarmă". După succesul inițial cu muzicalul, Nickelodeon a încheiat în cele din urmă o înțelegere cu creatorii lui LazyTown pentru a face primele 40 de episoade ale lui LazyTown împreună cu un studio special construit în Islanda. În primii ani de la LazyTown la începutul anilor 2000, Stefánsson nu cunoștea inițial engleza, dar în curând a vorbit-o fluent.

## Viața personală
Stefánsson a trăit în Los Angeles, Statele Unite, cu soția, Steinunn Ólína Þorsteinsdóttir și cu copiii lui.
El a fost diagnosticat pentru prima dată cu cholangiocarcinom în 2016 și a suferit o intervenție chirurgicală pentru a elimina metastazele în 2017. Boala a revenit însă în anul 2018. 
În 2018, i-a fost acordat Ordinul Șoimului.

## Decesul
Stefánsson a anunțat în octombrie 2016 că a fost diagnosticat cu cancer biliar; o campanie GoFundMe a fost creată ulterior de scriitorul LazyTown, Mark Valenti, pentru a-și plăti costurile de trai atunci când a devenit prea bolnav să muncească. Campania a fost popularizată de diferiți utilizatori YouTube care au încărcat parodii ale operei lui Stefán Karl, care au dus la cântecele "We Are Number One" și "The Mine Song" de la LazyTown devenind un "meme" pe Internet. În august 2017, Stefánsson a declarat că a fost în remisiune. El a clarificat în campania sa, GoFundMe, că în timp ce metastazele sale au fost îndepărtate după o intervenție chirurgicală hepatică reușită în iunie 2017, el a avut încă o boală și a refuzat terapia adjuvantă în continuare.
În martie 2018, Stefánsson a fost diagnosticat cu cancer biliar inoperabil și a spus că a fost supus chimioterapiei pentru a-și prelungi viața. În aprilie 2018, el a anunțat că a ales în mod personal să întrerupă chimioterapia și a închis toate conturile sale de social media. El a murit pe 21 august 2018, la vârsta de 43 de ani. Soția lui a afirmat că "după dorințele lui Stefánsson, nu va fi nici o înmormântare, rămășițele sale vor fi împrăștiate în secret într-un ocean îndepărtat."
A fost anunțat de către managerul său, Cheryl Edison, că Academia și Centrul pentru Arte Spectacole Stefán Karl va fi lansată în Elveția, în 2019 ca un memorial al carierei sale.

## Filmografie
Stefánsson a jucat în diverse lucrări, inclusiv piese de teatru, filme, seriale de televiziune și jocuri video:
Teatru:
- The Jungle Book by Rudyard Kipling (1997 - 1999)
- Palace of Crows by Einar Örn Gunnarsson (1998 - 1999)
- Ivanov by Anton Chekhov (1998 - 1999)
- 1000 Island Dressing by Hallgrímur Helgason (1999 - 2000)
- Little Shop of Horrors (1999 - 2000)
- A Midsummer Night's Dream (1999 - 2000)
- Glanni Glæpur í Latabæ (Orășelul Leneș) de Magnús Scheving și Sigurdur Sigurjónsson (rol: Robbie Putrezitul)
- Stones in His Pockets de Marie Jones (2000 - 2001)
- Singin' in the Rain de Comden, Green, Freed și Brown (2000 - 2001)
- The Cherry Orchard de Anton Chekhov (2000 - 2002)
- Cyrano de Bergerac de Edmond Rostand (2001 - 2002)
- Noises Off de Michael Frayn (2002 - 2003)
- Life x 3 de Yasmina Reza (2002 - 2003)
- Dr. Seuss' How the Grinch Stole Christmas! The Musical (rol: The Grinch) (2008 - 2015)

Filme:
- Áramótaskaupið (1994)
- Privacy (1995)
- Skaupið: 1999 (1999)
- Regina (2001)
- Áramótaskaupið (2001)
- Stella For Office (2002)
- Litla lirfan ljóta (2002)
- Áramótaskaupið (2002)
- Night at the Museum (2006)
- Jóhannes (2009)
- Thor (2011)
- Polite People (2011)
- Harry Og Heimir (2014)

Televiziune:
- LazyTown (Orășelul Leneș) (2004 – 2007; 2013 – 2014)
- Titch and Ted Do Maths (2015)
- Cars Can Fly (2000)
- Car Mechanic Sketches for Eurovision (2000)
- Angel No. 5503288 (2000)
- God Exists...and Love (1999)
- Baking Trouble (1998)

Jocuri video:
- For Honor (rol: Viking Soldier) (2017)

## Legături externe
- Stefán Karl Stefánsson la Internet Movie Database